# Adam Chambers
Adam Craig Chambers (Londra, 20 novembre 1980) è un ex calciatore inglese, di ruolo centrocampista.

## Carriera

### Club
In carriera ha totalizzato complessivamente 533 presenze e 12 reti nei campionati della Football League, tra le quali 13 partite nella prima divisione inglese e 66 partite con un gol in seconda divisione.

### Nazionale
Nel 1999 ha partecipato ai Mondiali Under-20.